# Mykobiota
Mykobiota, mikobiota, funga (ang. Mycobiota) – ogół grzybów występujących na określonym obszarze. Dawniej wykaz taksonów grzybów dla określonego obszaru nazywano florą grzybów, mikoflorą lub mykoflorą. Współczesny termin podkreśla brak pokrewieństwa grzybów i roślin. Nazwa funga została rekomendowana przez Komisję ds. Polskiego Nazewnictwa Grzybów Polskiego Towarzystwa Mykologicznego. Wśród argumentów, dla których ma być lepsza niż mykota lub mykobiota jest aliteracja z florą i fauną i lapidarność skrótu „FF&F” lub „3F”. 
Do mykobioty często zalicza się także lęgniowce. Obecnie należą one do odrębnego królestwa Chromista, dawniej jednak zaliczane były do grzybów i tradycyjnie często, zwłaszcza w fitopatologii są z praktycznych względów omawiane razem z grzybami.
Ogół grzybów występujących w Polsce to mykobiota Polski.